# قد قزم
قد قزم (الاسم العلمي: Cottus paulus) (بالإنجليزية: pygmy sculpin)‏ هو نوع من الأسماك يتبع جنس القد من الفصيلة القديات.